# قرق (بروجرد)
قُرُق روستایی است در شهرستان بروجرد در استان لرستان. این روستا در دهستان شیروان در بخش مرکزی این شهرستان قرار دارد.

## جمعیت
بنابر سرشماری مرکز آمار ایران، جمعیت این روستا در سال ۱۳۸۵، برابر با ۲۸۷ نفر بوده‌است که از این میان ۱۵۵ نفر مرد و بقیه زن بوده‌اند. قرق ۷۶ خانوار جمعیت دارد.